# Lucio Papirio Craso (tribuno consular 368 a. C.)
Lucio Papirio Craso (en latín Lucius Papirius Crassus) tribuno consular en 368 a. C.